# Thomas Doughty
Thomas Doughty (Filadelfia, 19 luglio 1793 – 22 luglio 1856) è stato un pittore statunitense.

## Biografia
Thomas Doughty nacque a Filadelfia e imparò a dipingere da solo mentre era apprendista in una pelletteria. Fu uno dei primi artisti ad interessarsi dei paesaggi americani e a riprodurli nei suoi quadri. Egli si dedicò esclusivamente al paesaggio e lavorò prevalentemente nella sua città, ma anche a Boston e a New York.

Doughty ebbe un notevole successo, non solo per il suo talento, ma anche perché l'attenzione e l'interesse degli americani per i loro paesaggi stava in quegli anni notevolmente crescendo. Fu noto ed apprezzato per i suoi quadri sereni e ricchi di atmosfera, che ritraevano i monti e i fiumi della Pennsylvania, del New England e, in particolare, della valle del fiume Hudson, a cui l'artista conferiva una dimensione quasi lirica. Doughty infatti fu uno dei primi pittori della Hudson River School.

Allo stesso tempo, sull'onda del Romanticismo, che Washington Allston (1779-1843) aveva introdotto e fatto conoscere negli Stati Uniti, Doughty propose anche immagini che esprimevano il fascino esercitato su di lui dagli aspetti stupefacenti, selvaggi e persino terrifici dei paesaggi stessi (si veda ad esempio "Storm Rising", del 1804, conservato al Museo di Belle arti di Boston).

## Galleria d'immagini

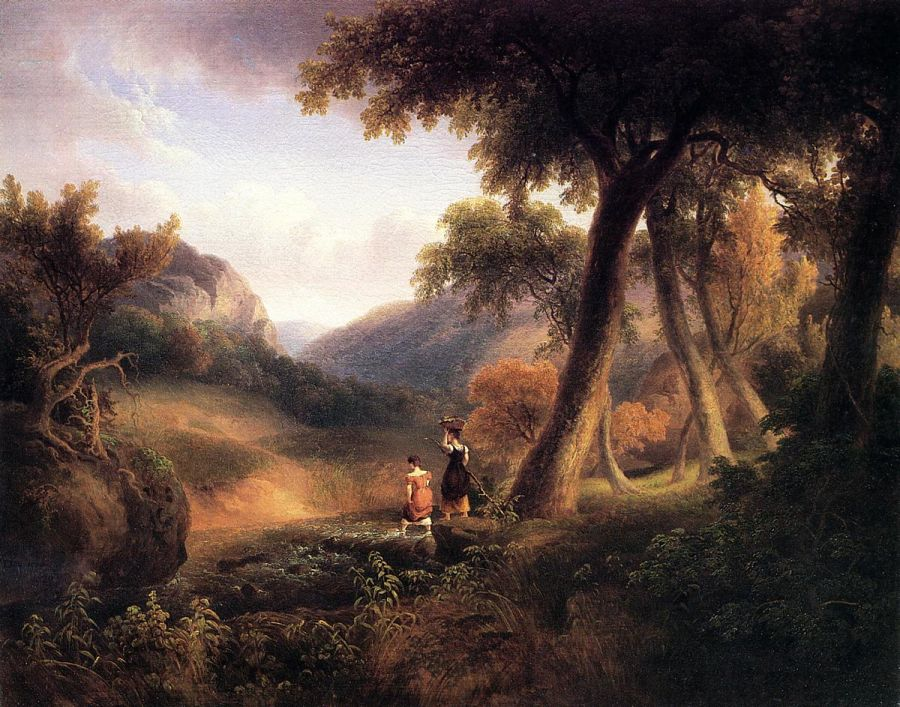
Ragazze che attraversano il ruscello
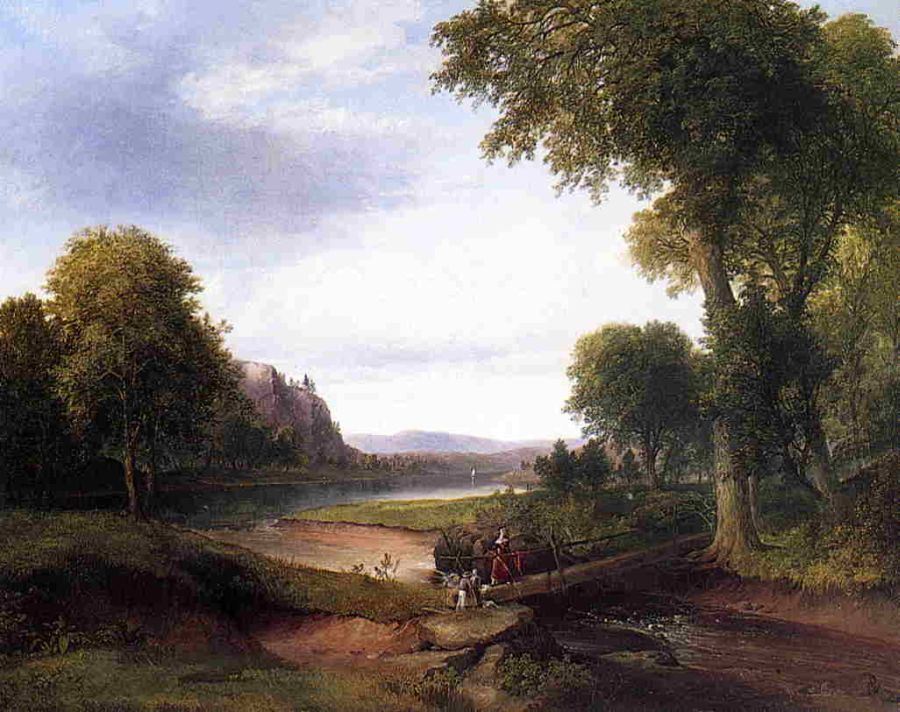
Paesaggio con ponticello
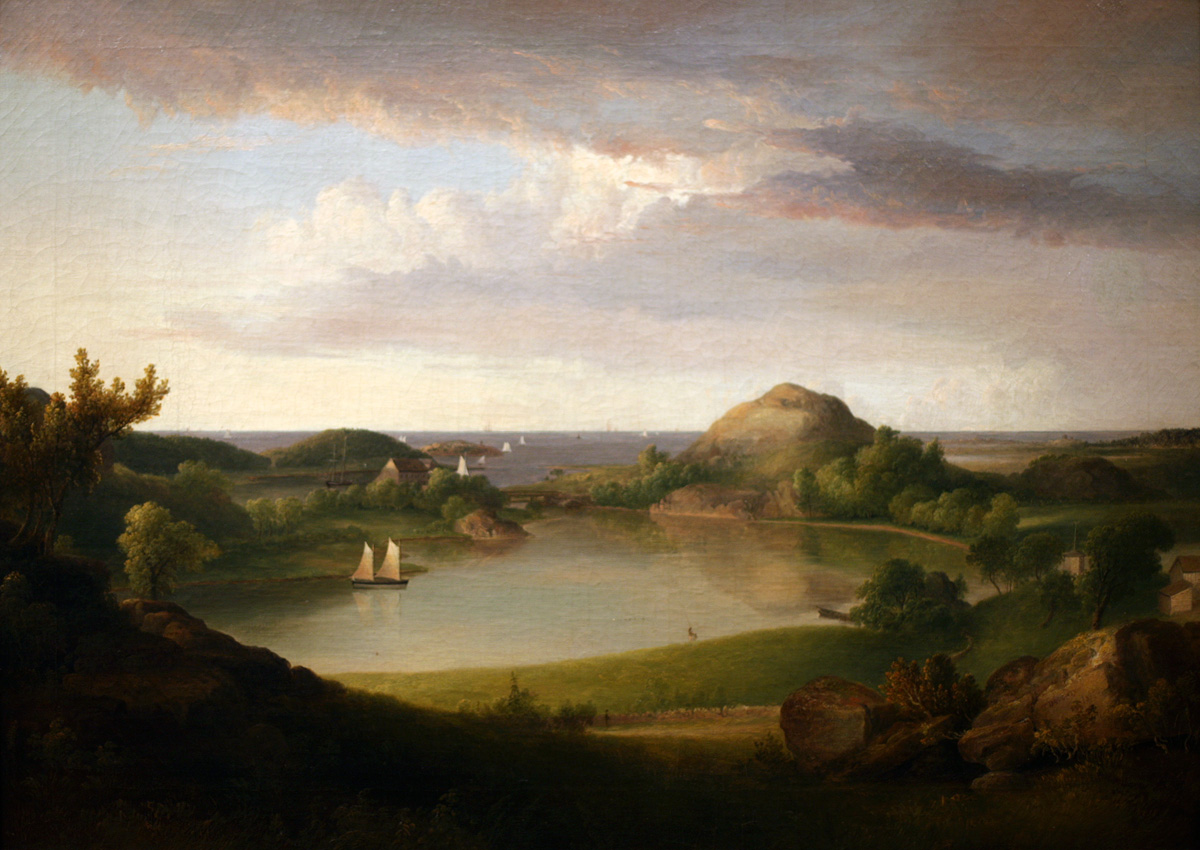
Il paesaggio della baia
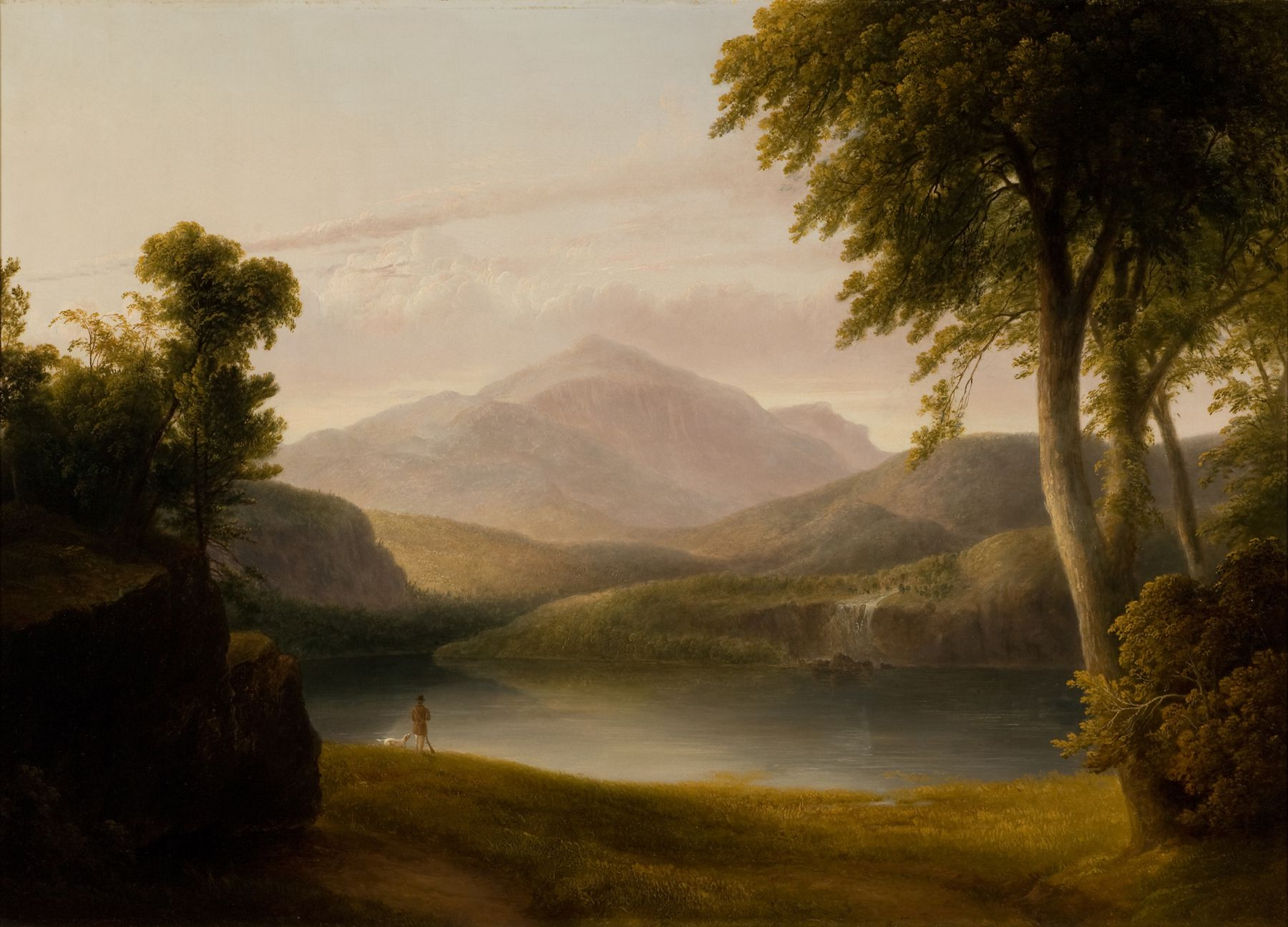
Nei Catskills
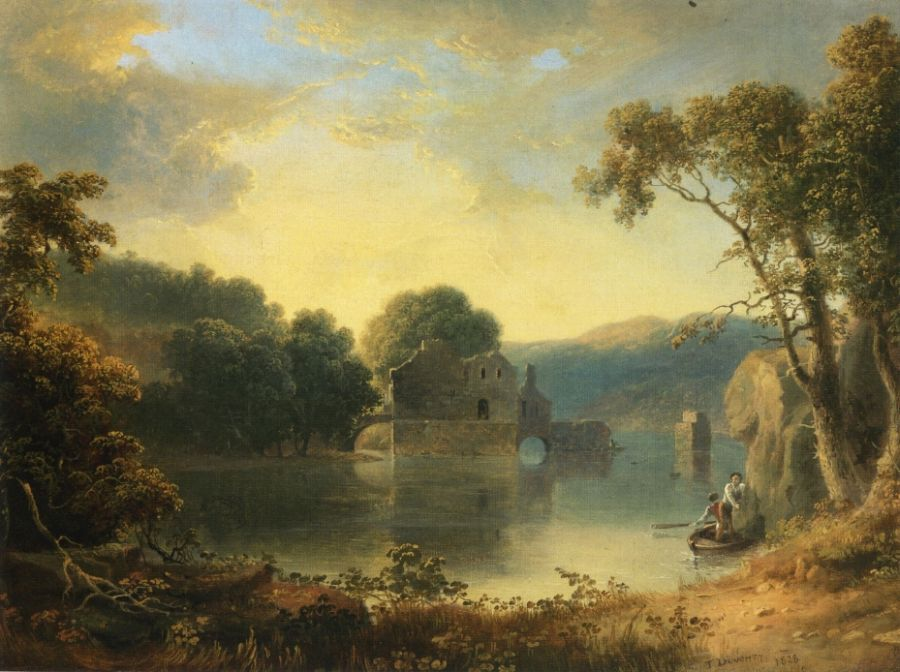
Paesaggio con rovine
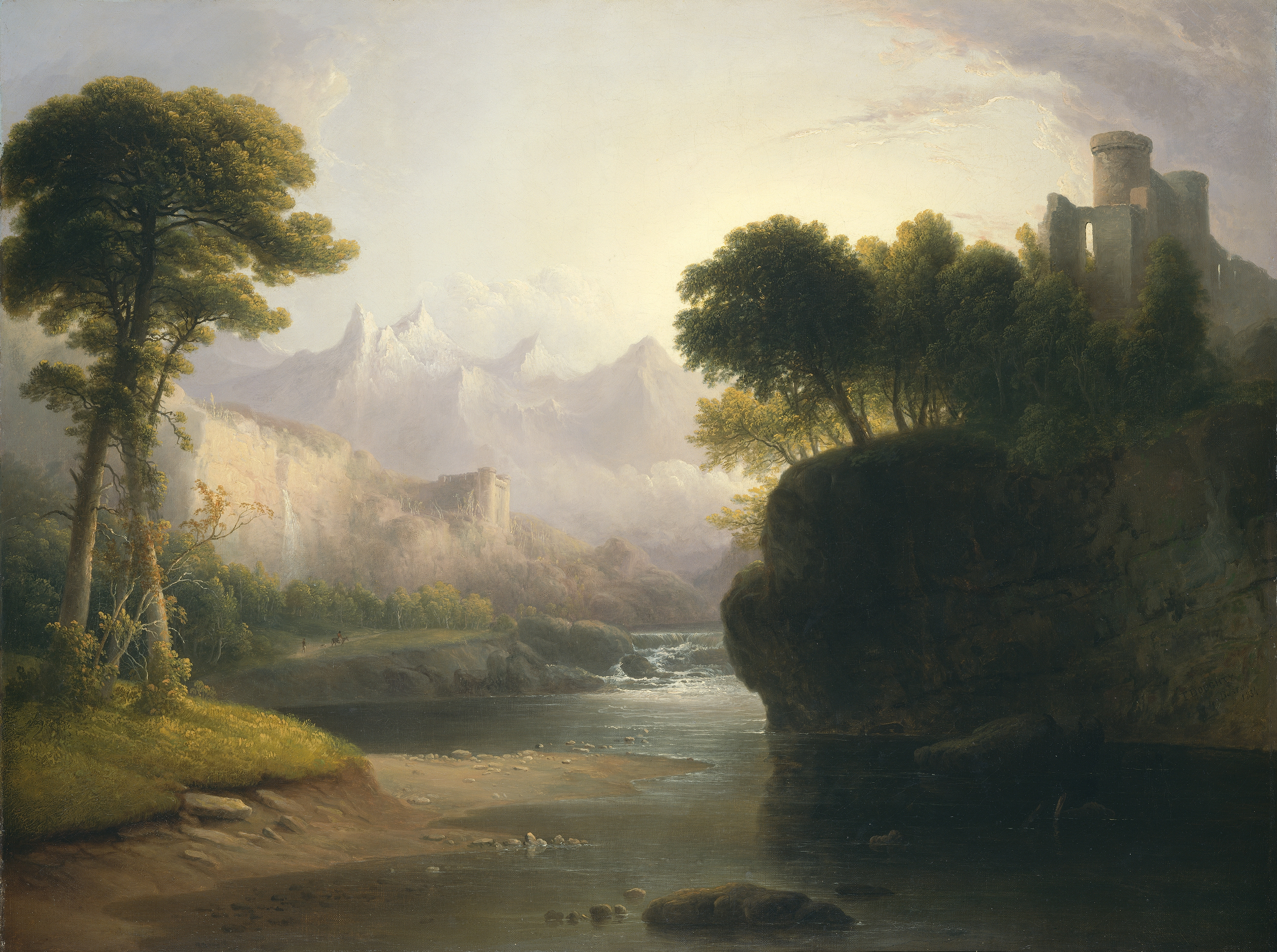
Il paesaggio di Fanciful